# Luciano Borgognoni
Luciano Borgognoni (ur. 12 października 1951 w Gallarate, zm. 2 sierpnia 2014 tamże) – włoski kolarz torowy i szosowy, złoty medalista torowych mistrzostw świata.

## Kariera
Największy sukces w karierze Luciano Borgognoni osiągnął w 1971 roku, kiedy wspólnie z Pietro Algerim, Giacomo Bazzanem i Giorgio Morbiato zdobył złoty medal w drużynowym wyścigu na dochodzenie podczas torowych mistrzostw świata w Varese. Rok później wziął udział w igrzyskach olimpijskich w Monachium, jednak Włosi zajęli tam zaledwie dziewiątą pozycję. W tym samym roku zdobył złoty medal w szosowym wyścigu ze startu wspólnego na wojskowych mistrzostwach świata. W wyścigach szosowych jego największe osiągnięcia to pierwsze miejsce w Giro del Friuli w 1974 roku, GP Cemab w 1975 roku i w wyścigu Mediolan-Vignola w 1977 roku. W 1977 roku zajął trzecie miejsce w klasyfikacji punktowej Giro d'Italia.